# Partit Nacional Democristià
El Partit Nacional Democristià (romanès Partidul Naţional Democrat Creştin, PNDC) fou un partit polític democristià de Romania fundat el 1990. A les eleccions legislatives romaneses de 2008 va obtenir només 316 vots (menys del 0,01%) a la Cambra de Diputats de Romania i 1.365 vots (0,02%) al Senat de Romania.
Es tracta d'un partit que treballa més a nivell local al comtat de Prahova i la seva capital, Ploieşti. El PNDC va obtenir 5 representants al consell del comtat i dos regidors al consell municipal de Ploieşti. El partit es va dissoldre al 2014.